# Nainwa
Nainwa é uma cidade e um município no distrito de Bundi, no estado indiano de Rajastão.

## Geografia
Nainwa está localizada a 25° 46′ N, 75° 51′ L. Tem uma altitude média de 291 metros (954 pés).

## Demografia
Segundo o censo de 2001, Nainwa tinha uma população de 15,172 habitantes. Os indivíduos do sexo masculino constituem 52% da população e os do sexo feminino 48%. Nainwa tem uma taxa de literacia de 61%, superior à média nacional de 59.5%: a literacia no sexo masculino é de 72% e no sexo feminino é de 48%. Em Nainwa, 16% da população está abaixo dos 6 anos de idade.